# Gli eroi di Podrute
Gli eroi di Podrute  è un film italiano del 2006 diretto da Mauro Curreri.
Il film è tratto dal diario del vice di Venturini, il colonnello Ilio Venuti, e racconta la storia dell'Eccidio di Podrute avvenuto il 7 gennaio 1992.

## Trama
Il 7 gennaio 1992 un elicottero dell'Aviazione dell'Esercito in missione di monitoraggio europea nei cieli della ex Jugoslavia, viene abbattuto da un Mig dell'aviazione serba nei pressi di Podrute. Muoiono quattro militari italiani e un ufficiale francese.

## Conseguenze del film
Il 21 ottobre 2011 il regista fu ucciso con due colpi di pistola sparati da un ufficiale dell'esercito in congedo per il mancato pagamento della consulenza effettuata durante le riprese del film.